# TVC 15
"TVC 15" é uma canção escrita por David Bowie e a quarta faixa de Station to Station (1976). A faixa foi inspirada por um episódio em que Iggy Pop, durante um período de vício excessivo em drogas na casa de Bowie em Los Angeles, ficou alucinado acreditando que a televisão estava engolindo sua namorada. Bowie então desenvolveu uma história de uma televisão holográfica: a TVC 15. Após sua namorada ter sido arrastada pela televisão e se perder, o eu-lírico deseja penetrar na tela até encontrá-la.
Mesmo assim, o ritmo e as batidas da canção a fizeram ser vista como a mais otimista do álbum. Foi escolhida como o segundo compacto do disco no Reino Unido, onde atingiu a 33ª posição nas paradas. O lado B do single, "We Are the Dead", é originalmente do álbum Diamond Dogs (1974).
Faixas de Station to Station:
1. "Station to Station"
2. "Golden Years"
3. "Word on a Wing"
4. "TVC 15"
5. "Stay"
6. "Wild Is the Wind"

## Faixas do compacto
- "TVC 15" (Bowie) – 3:43
- "We Are the Dead" (Bowie) – 4:58